# Lasteyrie-du-Saillant-Entscheidung
Mit der Entscheidung Hughes de Lasteyrie du Saillant hat der EuGH die im französischen Außensteuerrecht vorgesehene Besteuerung von stillen Reserven beim Wegzug natürlicher Personen in das europäische Ausland für unvereinbar mit der Niederlassungsfreiheit nach Art. 43 (52 a.F.) des EG-Vertrags erklärt. 

## Sachverhalt und Streitgegenstand
Der französische Code générale des impôts (CGI) sieht in seinem Art. 167bis eine Wegzugsbesteuerung vor. Danach werden bei einem Wohnsitzwechsel einer natürlichen Person in das Ausland stille Reserven besteuert, die in Geschäftsanteilen gebunden sind. Erfasst werden alle Beteiligungen des Wegziehenden, durch die er selbst oder nahe Verwandte berechtigt werden, mindestens 25 % der Gewinne einer französischen Aktiengesellschaft zu beziehen. Allerdings ist die Möglichkeit einer 5-jährigen Stundung der Steuer vorgesehen, falls der Wegziehende seine Gewinne nicht realisiert. Neben weiteren verfahrensrechtlichen Voraussetzungen ist die Stundung von einer ausreichenden Sicherheitsleistung des Steuerpflichtigen abhängig. Hält der Steuerpflichtige nach Ablauf der fünf Jahre nach wie vor seine Anteile, wird die Steuer erlassen.
Monsieur Hughes de Lasteyrie du Saillant verlegte seinen Wohnsitz von Frankreich nach Belgien. Er war zur Hälfte an einer französischen Gesellschaft beteiligt. Der Wert dieser Beteiligung war deutlich höher als ihre Anschaffungskosten. Der französische Fiskus wollte die Differenz der Besteuerung nach Art. 167bis CGI unterwerfen.
Hiergegen wendete sich der Kläger, da er trotz der möglichen Stundung darin eine Beschränkung seiner Niederlassungsfreiheit (sowie eine Verletzung französischen Verfassungsrechts) sah. Der Conseil d’État legte dem EuGH am 14. Dezember 2001 die Sache zur Vorabentscheidung vor.

## Die Entscheidung des EuGH
Der EuGH sah in Übereinstimmung mit dem Votum des Generalanwalts in der Regelung des Art. 167bis CGI eine Verletzung der Niederlassungsfreiheit. 
Dass die Wegzugsbesteuerung eine Beschränkung der Niederlassungsfreiheit darstellt, war dabei nicht umstritten. Der EuGH hat argumentiert, dass trotz der Stundungsmöglichkeit von der Regelung jedenfalls eine abschreckende Wirkung ausgehe, seinen Wohnsitz zur Aufnahme einer Erwerbstätigkeit im Ausland zu wechseln. Schon die Auferlegung der Steuer stelle eine Benachteiligung aufgrund des Umzugs dar, auf die tatsächliche Zahlungsverpflichtung komme es nicht an.
Weiterhin sah der EuGH eine Beschränkung in den Voraussetzungen für die Gewährung der Stundung. Insbesondere bedeute es einen Liquiditätsverlust für den Kläger, wenn er eine Sicherheitsleistung stellen müsse.
Der EuGH sah die Beschränkung auch nicht als gerechtfertigt an. Die von Frankreich und vier weiteren beigetretenen Mitgliedstaaten vorgetragenen Rechtfertigungsgründe wurden zurückgewiesen.
Hauptstreitpunkt war der grundsätzlich anerkannte Rechtfertigungsgrund der Bekämpfung des Rechtsmissbrauchs. Allerdings sah der EuGH die in Art. 167bis CGI getroffene Maßnahme als zur Bekämpfung der Steuerumgehung und zum Erhalt der Wirksamkeit von Steuerkontrollen unverhältnismäßig an. Es gebe mildere Mittel, da dem Steuerpflichtigen die Möglichkeit des Gegenbeweises abgeschnitten werde. Die Steuerbehörden müssten im Einzelfall nachweisen, dass eine missbräuchliche Gestaltung vorliege. Dass dieser Beweis schwer zu führen sei, hielt der EuGH für unerheblich. 
Auch den Rechtfertigungsgrund der Kohärenz des Steuersystems verwarf der EuGH. Es sei dem französischen Gesetzgeber offenkundig nicht darum gegangen, in Frankreich entstandene Gewinne vollständig  und einmal zu besteuern. So würden einerseits auch Gewinne besteuert, die während einer außerhalb Frankreichs verbrachten Zeit entstanden seien. Zudem führe die Anrechnung einer ausländischen Steuer auf den Veräußerungsgewinn u. U. dazu, dass auch während des Aufenthalts in Frankreich entstandene Gewinne unversteuert blieben.
Die von der französischen Regierung daneben dargelegte Gefahr von Steuermindereinnahmen sieht der EuGH in ständiger Rechtsprechung nicht als eine mögliche Rechtfertigung für Beschränkungen an. Dasselbe gilt für Schwierigkeiten bei der Aufteilung des Besteuerungsgutes zwischen mehreren beteiligten Staaten.

## Folgen des Urteils
Infolge des Urteils steht jede Form der Wegzugsbesteuerung innerhalb der EG in Zweifel. Das deutsche Außensteuergesetz sieht z. B. in § 6 ebenfalls die Aufdeckung der stillen Reserven bei Wegzug vor. 
Die EU-Kommission hat die Bundesrepublik Deutschland unter Androhung eines Vertragsverletzungsverfahrens zur Stellungnahme aufgefordert. Aufgrund der de Lasteyrie-du-Saillant-Entscheidung ist § 6 AStG durch das SEStEG vom 7. Dezember 2006 geändert worden. Nunmehr wird die Steuer nach § 6 Abs. 5 AStG beim Wegzug in einen Mitgliedstaat des EWR zinslos und ohne Sicherheitsleistung gestundet, bis der Gewinn durch tatsächliche Veräußerung der Anteile realisiert wird. Diese Stundung ist aber an formale Voraussetzungen geknüpft (vgl. § 6 Abs. 5 Satz 2 und Abs. 7 AStG), so dass fraglich erscheint, ob die Regelung in allen Punkten mit Europarecht vereinbar ist. Der Bundesfinanzhof hat aber in einem Verfahren des einstweiligen Rechtsschutzes entschieden, dass die Neuregelung offensichtlich gemeinschaftsrechtskonform sei. Diese Auffassung hat der Bundesfinanzhof später bestätigt.